# Визьрал
Визьрал (пол. Wyźrał) — село в Польщі, у гміні Бжезьниця Вадовицького повіту Малопольського воєводства.
Населення — 408 осіб (2011).
У 1975—1998 роках село належало до Бельського воєводства.

## Демографія
Демографічна структура станом на 31 березня 2011 року:
|          | Загалом | Допрацездатний вік | Працездатний вік | Постпрацездатний вік |
| -------- | ------- | ------------------ | ---------------- | -------------------- |
| Чоловіки | 209     | 52                 | 140              | 17                   |
| Жінки    | 199     | 41                 | 123              | 35                   |
| Разом    | 408     | 93                 | 263              | 52                   |